# Amauris lagai
Amauris lagai är en fjärilsart som beskrevs av Abel Dufrane 1948. Amauris lagai ingår i släktet Amauris och familjen praktfjärilar. Inga underarter finns listade i Catalogue of Life.